# Frederick Winslow Taylor
Frederick Winslow Taylor (født 20. marts 1856, død 21. marts 1915) var en amerikansk ingeniør, der i starten af 1900-tallet formulerede en række teknikker til effektivisering af masseproduktionen. Taylor kaldte selv sine teknikker for Scientific Management, men siden er de også blevet kendt som Taylorisme.
Taylor vandt herredoublerækken ved det første amerikanske mesterskab i tennis (nu US Open) i 1881.